# Ponte Bac de Roda
Ponte Bac de Roda è un ponte ad arco costruito a Barcellona e progettato da Santiago Calatrava.

## Descrizione
La struttura, che collega i quartieri di Sant Andreu e Sant Martí a Barcellona, è stata inaugurata nel 1987.
Situato vicino alla stazione merci di Sagrera, il ponte attraversa i binari della linea Barcellona-Francia, la linea Barcellona-Massanet-Massanas (dal 1989) e la linea ad alta velocità per la Francia (dal 2013). In questo modo, il viadotto collega via Bac de Rod, nel quartiere di Sant Martí, con via Felipe II a Sant Andreu.

## Storia
Il ponte fu promosso da Oriol Bohigas negli anni precedenti i Giochi olimpici, per riqualificare la periferia della città. L'intervento ha permesso di riqualificare uno spazio degradato fino agli anni 80, a causa delle baraccopoli lungo i binari del treno chiamate La Perona.
Il progetto, approvato nel 1985, fu il primo ponte progettato da Santiago Calatrava, che progettò anche la torre delle telecomunicazioni Montjuic in occasione dei giochi olimpici. I lavori sono iniziati nel 1986. Il ponte è stato inaugurato dal sindaco di Barcellona Pasqual Maragall il 27 settembre del 1987.